# Émile Bergerat
Émile Bergerat, född 29 april 1845 och död 13 april 1923, var en fransk författare.
Begrerat offentliggjorde från 1884 i Le Figaro under pseudonymen "Caliban" satiriska revyer över dagens händelser. Bergerat författade även ett par romaner, dikter och skådespel (Théâtre, 6 band, 1900-07).